# ۲۹۷ (قمری)
۲۹۷ (قمری)، دویست و نود و هفتمین سال در گاهشماری هجری قمری است. اول محرم این سال برابر با بیست و پنجم سپتامبر سال ۹۰۹ میلادی است.

## رویدادها
- اسارت طاهر بن محمد بن عمرو بن لیث صفاری و برادرش یعقوب و انتقال آنان به بغداد.

## وابسته
- شعوبیه
- خلفای فاطمی

## منبع
- مشکویه رازی، تجارب‌الامم، ترجمهٔ علینقی منزوی، جلد پنجم، چاپ اول، انتشارات توس، ۱۳۷۶